# تمساح‌سانان
تمساح‌سانان (نام علمی: Crocodilia) راسته‌ای از خزنده‌چهرگان (جایگزین طبقه‌بندی قدیمی خزندگان) است.
این جانوران از ۸۳٫۵ میلیون سال پیش (کرتاسه پسین) تاکنون زیست می‌کنند، تمساح و الیگاتور از اصلی‌ترین تیره‌های این راسته جانوری است.
این راسته شامل تمساحان، الیگاتور و کیمن‌ها و تمساح پوزه‌باریک گنگی و گریال دروغین می‌شود. اگرچه گاهی اوقات اصطلاح «کروکودیل‌ها» برای اشاره به همه این خانواده‌ها به کار می‌رود، اما اصطلاح «تمساح سانان» ابهام کمتری دارد.
کروکودیل‌های موجود امروزی با سرهایی تخت با پوزه‌ای بلند و دُم‌هایی دارند که از طرفین فشرده شده‌اند، در حالی که چشم‌ها، گوش‌ها و سوراخ‌های بینی آن‌ها در بالای سر قرار دارند. آلیگاتورها و کیمن‌ها معمولاً آرواره‌هایی پهن با شکل U دارند که هنگام بسته بودن، تنها دندان‌های فک بالا دیده می‌شود؛ در مقابل، کروکودیل‌ها اغلب آرواره‌هایی باریک‌تر و V شکل دارند که در حالت بسته، هر دو ردیف دندان‌ها دیده می‌شوند. گاوماهی‌ها (gharials) پوزه‌هایی بسیار باریک و کشیده دارند. دندان‌ها در همه آن‌ها مخروطی و میخ‌مانند هستند و قدرت گاز گرفتن بسیار بالایی دارند. همهٔ کروکودیلیان‌ها شناگران خوبی هستند و روی خشکی نیز می‌توانند با حالتی موسوم به «راه‌رفتن بلند» حرکت کنند، که در آن پاها به‌جای کشیده شدن به پهلو، به‌صورت عمودی نگه داشته می‌شوند. پوست آن‌ها ضخیم است و با فلس‌هایی پوشیده شده که روی هم قرار نمی‌گیرند. همچنین، همانند پرندگان، کروکودیلیان‌ها قلب چهارحفره‌ای و شُش‌هایی با جریان یک‌طرفه هوا دارند.
مانند اکثر خزندگان دیگر، تمساح‌ها خون‌سرد هستند. آنها عمدتاً در مناطق گرم و گرمسیری آمریکا، آفریقا، آسیا و اقیانوسیه یافت می‌شوند و معمولاً بوم‌سازگان آب شیرین را اشغال می‌کنند، اگرچه برخی می‌توانند در محیط‌های شور زندگی کنند و حتی به دریا شنا کنند. کروکودیل‌ها عمدتاً رژیم غذایی گوشتخواری دارند؛ برخی از گونه‌ها مانند قاریال، تغذیه‌کنندگان تخصصی هستند در حالی که برخی دیگر، مانند تمساح آب شور، رژیم غذایی عمومی دارند. آنها عموماً منزوی و قلمروطلب هستند، هرچند گاهی اوقات به صورت گروهی شکار می‌کنند. در طول فصل تولید مثل، نرهای غالب سعی می‌کنند ماده‌های موجود را به انحصار خود درآورند، که تخم‌های خود را در سوراخ‌ها یا تپه‌ها می‌گذارند و مانند بسیاری از پرندگان، از جوجه‌های از تخم درآمده خود مراقبت می‌کنند.

## آرایه‌شناسی
|  | \| \| کیمن \| \| \| \| \| \| کیمن سیاه \| \| \| \| |
|  |                                                    |
|  | دیرینه‌سوسمار                                       |
|  |                                                    |
|  | کیمن                                               |
|  |                                                    |
|  | کیمن سیاه                                          |
|  |                                                    |

|  | کیمن      |
|  |           |
|  | کیمن سیاه |
|  |           |

|  | \| \| کیمن \| \| \| \| \| \| کیمن سیاه \| \| \| \| |
|  |                                                    |
|  | دیرینه‌سوسمار                                       |
|  |                                                    |
|  | کیمن                                               |
|  |                                                    |
|  | کیمن سیاه                                          |
|  |                                                    |

|  | کیمن      |
|  |           |
|  | کیمن سیاه |
|  |           |

|  | گاندوها                                                    |
|  |                                                            |
|  | \| \| Mecistops \| \| \| \| \| \| تمساح کوتوله \| \| \| \| |
|  |                                                            |
|  | Mecistops                                                  |
|  |                                                            |
|  | تمساح کوتوله                                               |
|  |                                                            |

|  | Mecistops    |
|  |              |
|  | تمساح کوتوله |
|  |              |

|  | Gavialis   |
|  |            |
|  | گریال کاذب |
|  |            |

|  | گاندوها                                                    |
|  |                                                            |
|  | \| \| Mecistops \| \| \| \| \| \| تمساح کوتوله \| \| \| \| |
|  |                                                            |
|  | Mecistops                                                  |
|  |                                                            |
|  | تمساح کوتوله                                               |
|  |                                                            |

|  | Mecistops    |
|  |              |
|  | تمساح کوتوله |
|  |              |

|  | Gavialis   |
|  |            |
|  | گریال کاذب |
|  |            |

|  | \| \| کیمن \| \| \| \| \| \| کیمن سیاه \| \| \| \| |
|  |                                                    |
|  | دیرینه‌سوسمار                                       |
|  |                                                    |
|  | کیمن                                               |
|  |                                                    |
|  | کیمن سیاه                                          |
|  |                                                    |

|  | کیمن      |
|  |           |
|  | کیمن سیاه |
|  |           |

|  | \| \| کیمن \| \| \| \| \| \| کیمن سیاه \| \| \| \| |
|  |                                                    |
|  | دیرینه‌سوسمار                                       |
|  |                                                    |
|  | کیمن                                               |
|  |                                                    |
|  | کیمن سیاه                                          |
|  |                                                    |

|  | کیمن      |
|  |           |
|  | کیمن سیاه |
|  |           |

|  | گاندوها                                                    |
|  |                                                            |
|  | \| \| Mecistops \| \| \| \| \| \| تمساح کوتوله \| \| \| \| |
|  |                                                            |
|  | Mecistops                                                  |
|  |                                                            |
|  | تمساح کوتوله                                               |
|  |                                                            |

|  | Mecistops    |
|  |              |
|  | تمساح کوتوله |
|  |              |

|  | Gavialis   |
|  |            |
|  | گریال کاذب |
|  |            |

|  | گاندوها                                                    |
|  |                                                            |
|  | \| \| Mecistops \| \| \| \| \| \| تمساح کوتوله \| \| \| \| |
|  |                                                            |
|  | Mecistops                                                  |
|  |                                                            |
|  | تمساح کوتوله                                               |
|  |                                                            |

|  | Mecistops    |
|  |              |
|  | تمساح کوتوله |
|  |              |

|  | Gavialis   |
|  |            |
|  | گریال کاذب |
|  |            |

## ریشه‌شناسی
«کروکودیل» و «تمساح» برای دهه‌ها به جای یکدیگر استفاده شده‌اند، و این با توصیف مجدد اشمیت از این گروه از اصطلاح منسوخ‌شده «لوریکاتا» آغاز شد. اشمیت از اصطلاح قدیمی‌تر «کروکودیل» استفاده کرد که بر اساس نام اصلی ریچارد اوون برای این گروه بود. ورموث «تمساح» را به عنوان نام مناسب انتخاب کرد، و آن را بر اساس جنس گاندوها (لورنتی، ۱۷۶۸) قرار داد. داندی، در بازنگری بسیاری از نام‌های خزندگان و دوزیستان، قویاً از «کروکودیل» دفاع کرد. پس از ظهور تبارشاخه‌شناسی و نام‌گذاری تباری، توجیهی علمی‌تر و مستدل‌تر برای برتری یکی از این دو نگارش نسبت به دیگری مطرح شد.
پیش از سال ۱۹۸۸، کروکودیل‌ها گروهی بودند که حیوانات امروزی و همچنین خویشاوندان دورتر آنها را که اکنون در گروه‌های بزرگتر تمساح‌ریختان و سوسمارنماها طبقه‌بندی می‌شوند، در بر می‌گرفتند. طبق تعریف فعلی خود به عنوان یک گروه تاجی، به جای یک نام‌گذاری تباری، کروکودیل اکنون به نزدیک‌ترین نیای مشترک کروکودیل‌های امروزی و تمام فرزندان آن، زنده یا منقرض شده، محدود می‌شود.

## آناتومی و فیزیولوژی

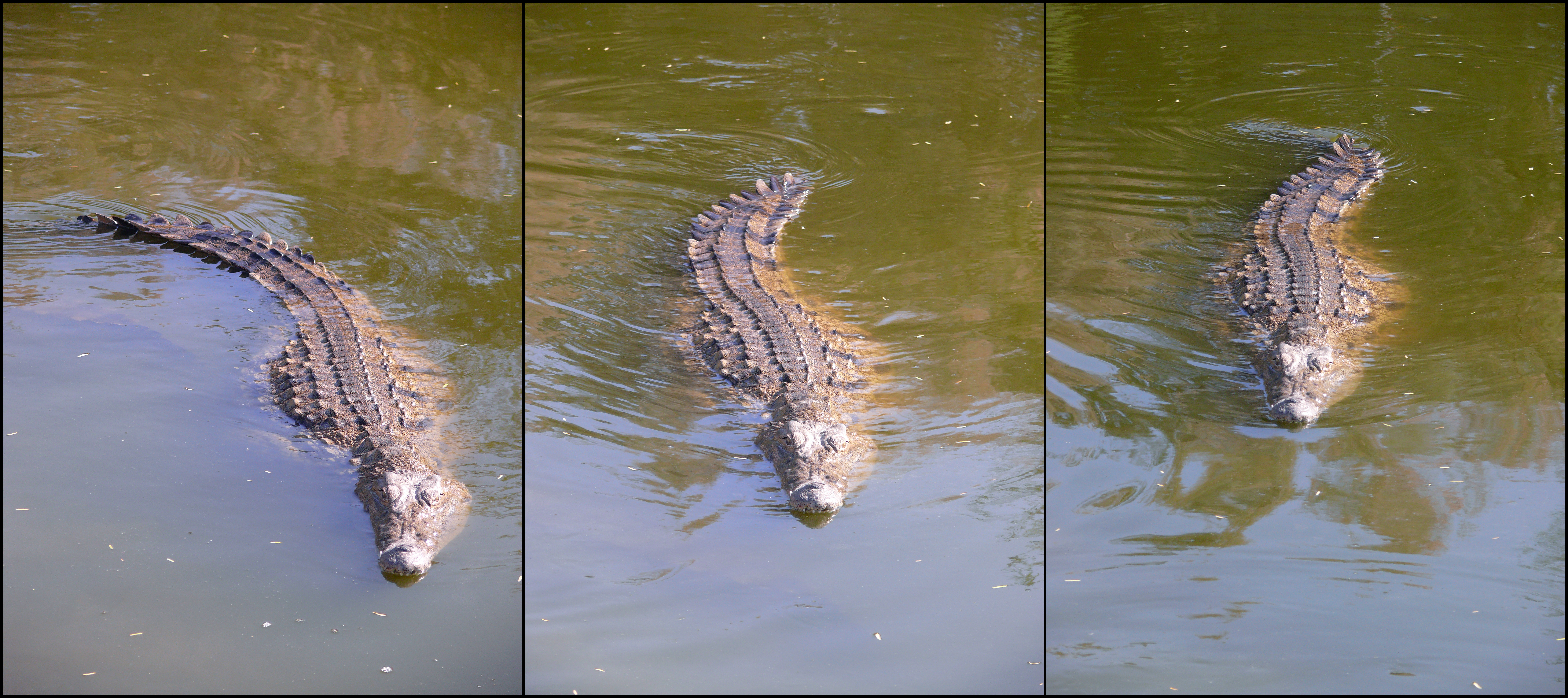
شنا کردن تمساح نیل. توالی از راست به چپ اجرا می‌شود.

### حرکت
تمساح‌ها شناگران ماهری هستند. در طول آب‌پیمایی، دم عضلانی از یک طرف به طرف دیگر حرکت می‌کند تا حیوان را در آب هدایت کند، در حالی که اندام‌ها نزدیک به بدن نگه داشته می‌شوند تا نیروی مقاومت آب کاهش یابد. وقتی حیوان نیاز به توقف یا تغییر جهت دارد، اندام‌ها باز می‌شوند. شنا کردن معمولاً با حرکات ملایم و سینوسی دم انجام می‌شود، اما حیوانات می‌توانند هنگام تعقیب یا تعقیب شدن، سریع‌تر حرکت کنند. تمساح‌ها برای حرکت در خشکی سازگاری کمتری دارند و در بین مهره‌داران به دلیل داشتن دو وسیله برای حرکت روی خشکی غیرمعمول هستند: «راه رفتن در ارتفاع» و «راه رفتن در ارتفاع». مفاصل مچ پا به شیوه‌ای متفاوت از سایر خزندگان خم می‌شوند، ویژگی‌ای که کروکودیل‌ها با برخی از آرچوسورهای اولیه مشترک دارند. یکی از ردیف‌های بالایی استخوان‌های مچ پا، استخوان تالوس، با استخوان‌های درشت‌نی (تیبیا) و نازک‌نی (فیبولا) حرکت می‌کند، در حالی که استخوان پاشنه با پا حرکت می‌کند و محل قرارگیری مفصل مچ پا است. نتیجه این است که پاها می‌توانند تقریباً به صورت عمودی در زیر بدن در هنگام خشکی نگه داشته شوند و پا در حین حرکت با چرخش مچ پا تاب می‌خورد.

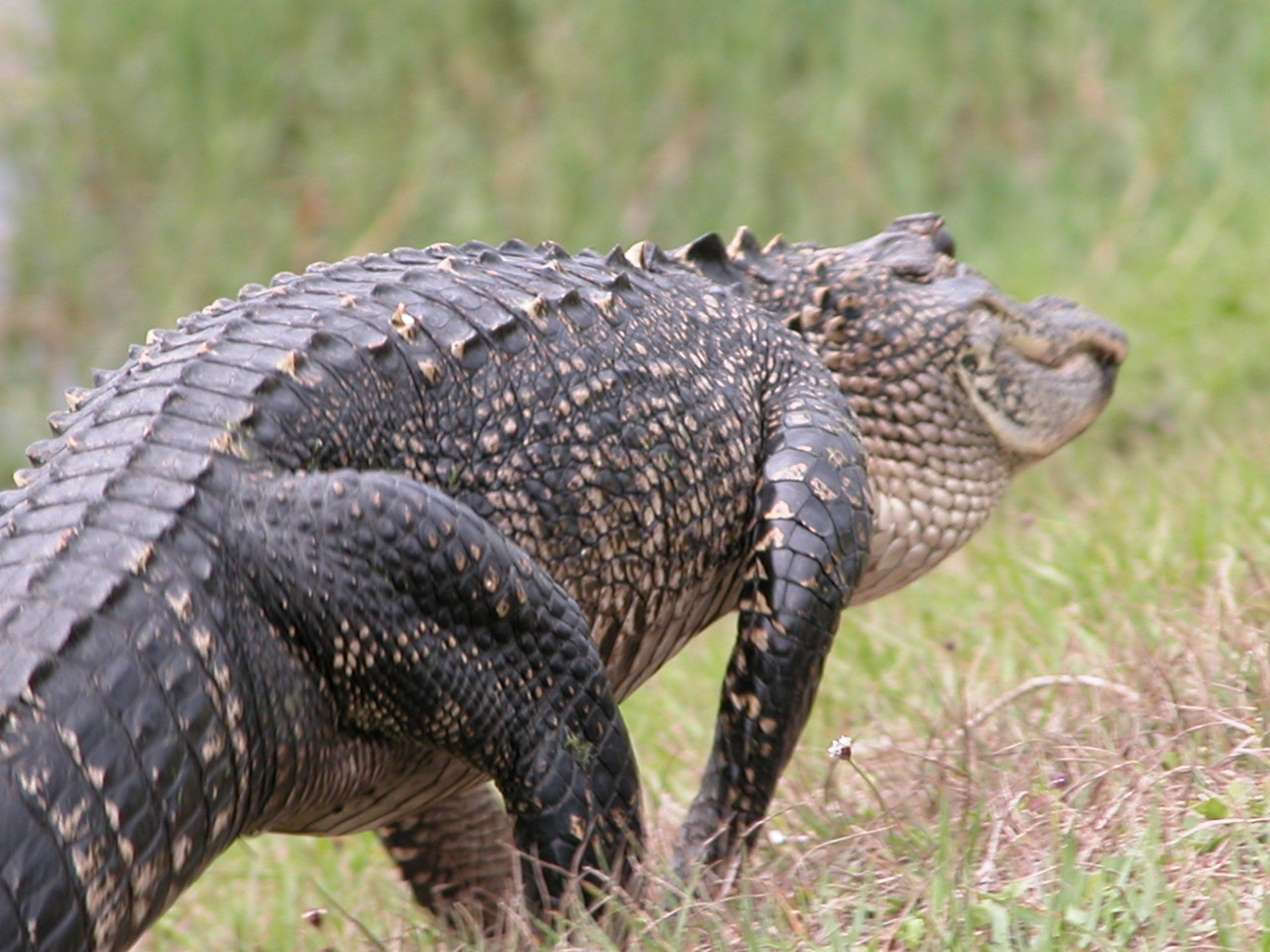
تمساح‌ها، مانند این الیگاتور آمریکاییمی‌توانند برخلاف سایر خزندگان، با اندام‌های تحتانی تقریباً عمودی «در ارتفاع بالا» راه بروند.

حرکات اندام‌های کروکودیلیان‌ها بسیار شبیه به حرکات چهارپاییاست؛ ابتدا دست چپ جلو حرکت می‌کند، سپس پای راست عقب، بعد دست راست جلو و در نهایت پای چپ عقب. حرکت «راه‌رفتن بلند» در کروکودیلیان‌ها، که در آن شکم و بیشتر دُم از زمین جدا هستند و پاها مستقیماً زیر بدن نگه داشته می‌شوند، شبیه به راه رفتن پستانداران و پرندگان است. چهارپایی حرکت «راه‌رفتن کوتاه» نیز مشابه راه‌رفتن بلند است، با این تفاوت که بدن از زمین بلند نمی‌شود و برخلاف راه‌رفتن خزنده‌وار سمندر و مارمولک‌ها است. تمساح‌ها می‌توانند بلافاصله بین این دو نوع راه‌رفتن جابه‌جا شوند؛ راه‌رفتن بلند معمول‌ترین روش حرکت آن‌ها روی خشکی است. آن‌ها ممکن است فوراً بدن خود را بالا کشیده و به این حالت حرکت کنند، یا یکی دو گام به صورت راه‌رفتن کوتاه بردارند و سپس بدن را بلند کنند.
برخلاف بیشتر مهره‌داران خشکی‌زی، زمانی که کروکودیلیان‌ها سرعت حرکت خود را افزایش می‌دهند، به‌جای اینکه کل پا را سریع‌تر حرکت دهند، فقط بخش پایینی اندام (از زانو به پایین) را با سرعت بیشتری به جلو تاب می‌دهند. در نتیجه، طول گام افزایش می‌یابد و مدت زمان هر گام کاهش می‌یابد.